# معهد باندونغ للتقانة
معهد باندونغ للتكنولوجيا أو معهد باندونغ للتقانة (بالإندونيسية: Institut Teknologi Bandung) وتُعرف اختصارا باسم ITB. هو جامعة أبحاث حكومية مختلطة تقع في باندونغ، إندونيسيا. تأسس معهد باندونغ للتكنولوجيا في عام 1920، ويعد أقدم وأول جامعة تركز على التكنولوجيا في إندونيسيا.
لطالما اعتُبر معهد باندونغ للتكنولوجيا الخيار الأفضل بين طلاب المدارس الثانوية في إندونيسيا في عام 2006، وقد جرى اعتماده كواحد من أرقى الجامعات في إندونيسيا، جنبًا إلى جنب مع جامعة غاجاه مادا وجامعة إندونيسيا. حصل أحمد سوكارنو، وهو أول رئيس لجمهورية إندونيسيا، على شهادته في الهندسة المدنية من معهد باندونغ للتكنولوجيا. علاوة على ذلك، درس يوسف حبيبي، الرئيس الثالث لإندونيسيا، لعام واحد في قسم الهندسة الميكانيكية في المعهد وتم الاعتراف به رسميًا كخريج.
تزرع الجامعة بذور الأنشطة المهنية والاجتماعية من خلال دعم اتحادات الطلبة والمجالس الحكومية الطلابية الموجودة في كل قسم. لكل اتحاد طلابي سترته خاصة ذات تصميم مميز، والتي تمثل -من بين تقاليد أخرى جزءا من هوية العضو المنتسب لها. هناك أيضًا عدد من النوادي المخصصة للنشاط الطلابي التي تدعم اهتمامات طلاب معهد باندونغ للتكنولوجيا في تقريب خبرتهم التعليمية. من المألوف أن يتم تحديد الطلاب والخريجين من قبل الأندية التي ينتمون إليها (أو كانوا ينتمون إليها) في معهد باندونغ للتكنولوجيا، بالإضافة إلى السنة الدراسية والتخصص.
اعتبارًا من عام 2020، تضمن معهد باندونغ للتكنولوجيا ثلاثة عشر برنامجًا للدراسة الجامعية تم اعتماده دوليًا من مؤسسة اعتماد مستقلة مقرها الولايات المتحدة، ألا وهي مجلس الاعتماد للهندسة والتكنولوجيا. البرامج الدراسية الثلاثة عشر هي الهندسة الكهربائية والمعلوماتية والهندسة الكيميائية والفيزياء الهندسية والهندسة الصناعية والإدارة الهندسية وهندسة المحيطات وهندسة البترول والهندسة المدنية والهندسة البيئية وهندسة التعدين وهندسة الطاقة الكهربائية وهندسة الاتصالات .
وقع إنشاء مارش المعهد وترنيمته المعنونة "Hymne ITB" من قبل أستاذ سابق، البروفيسور الدكتور سودجوكو دانوسوبيراتا.

## تاريخ الجامعة

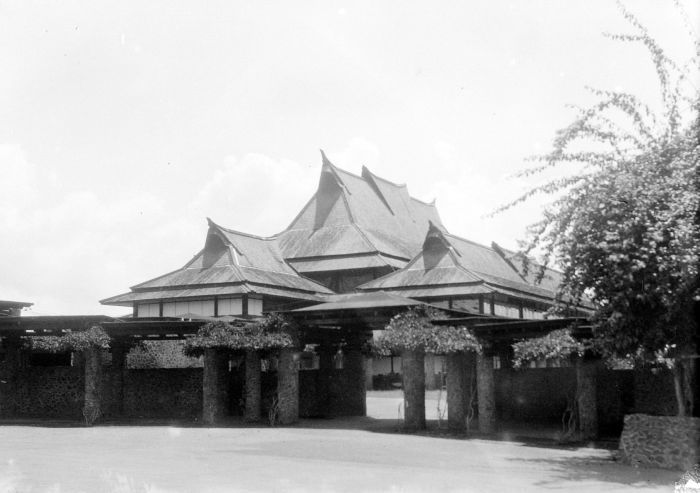
القاعة الشرقية للمدرسة الثانوية الفنية في باندونغ عام 1929

مر تأسيس الجامعة بعدة مراحل من الإنشاء ويمكن تلخيصها في النقاط التالية:
- المدرسة الثانوية الفنية في باندونغ (1920-1942)
- معهد البحث العلمي المداري (1942-1945)
- باندونغ كوجيو دايغاكو (1944-1945)
- كلية باندونغ التقنية (1945-1946)
- كلية التكنولوجيا، جامعة الطوارئ في جزر الهند الهندية (بالألمانية: Technische Faculteit, Nood-Universiteit van Nederlandsch Indie) (1946-1947)
- كلية العلوم الهندسية (بالألمانية: Faculteit van Technische Wetenschap)  وكلية العلوم (بالألمانية: Faculteit der Exacte Wetenschap) بجامعة إندونيسيا في باندونغ (1947-1950)
- كلية الهندسة وكلية العلوم الدقيقة والطبيعية، جامعة إندونيسيا في باندونغ (1950-1959)
- معهد باندونغ للتكنولوجيا (1959 إلى الوقت الحاضر)

يعود أصل معهد باندونغ للتكنولوجيا إلى المدرسة الثانوية الفنية في باندونغ (بالألمانية: de Technische Hoogeschool te Bandoeng) التي تأسست برعاية كاريل ألبرت رودولف بوسكا، مالك مزرعة باندونغ، ورائد الصناعة والمحسن، وبدعم من الإدارة الاستعمارية الهولندية، لتلبية احتياجات الموارد التقنية في جزر الهند الشرقية الهولندية. تم تصميم مبنى المدرسة في عام 1918 من قبل المهندس المعماري الهولندي المسمى هنري ماكلين بونت، الذي استوحى من العمارة الإندونيسية العامية ودمجها مع العناصر الحديثة. عندما فتحت المدرسة أبوابها لأول مرة في 3 يوليو 1920، كان لديها قسم واحد فقط هو كلية العلوم التقنية (بالألمانية: de Faculteit van Technische Wetenschap) وتخصص أكاديمي واحد  خاص بهندسة الطرق والموارد المائية (بالألمانية: de afdeeling der Weg en Waterbouw).
أثناء الاحتلال الياباني في 1942-1949، تم تغيير اسم المعهد إلى «كوغيو دايغاسو» أي «الجامعة الصناعية» (باليابانية: 工業 大学). عندما أعلنت إندونيسيا استقلالها، تم تغيير اسم الحرم الجامعي إلى ثانوية التقنيات العالية (بالإندونيسية: Sekolah Tinggi Teknik) في عام 1945. ولكن بعد مرور عام، عادت هولندا إلى إندونيسيا وتولت منصب مدير الحرم الجامعي، وتم تغيير صفتها واسمها إلى جامعة الطوارئ في جزر الهند الشرقية الهولندية (بالألمانية: Nood-Universiteit van Nederlandsch Indië). في وقت لاحق من عام 1947، كان الحرم الجامعي يضم كلية الهندسة وكلية العلوم التابعتين لجامعة إندونيسيا. في عام 1950 بعد مغادرة هولندا لإندونيسيا، أعيدت هيكلة الجامعة فأصبحت كلية الهندسة وكلية العلوم الطبيعية، تحت لواء جامعة إندونيسيا.
في 2 مارس 1959، تم إعلان الكليتين التابعتين لجامعة إندونيسيا في باندونغ ككيان أكاديمي منفصل. في اللائحة الحكومية تحت رقم 155/2000، تم إعلان معهد باندونغ للتكنولوجيا كمؤسسة قانونية (بالإندونيسية: Badan Hukum). تأسس معهد باندونغ للتكنولوجيا للتعليم العالي في العلوم الطبيعية والتقنيات والفنون الجميلة.
في الستينيات من القرن الماضي، بدأ معهد باندونغ للتكنولوجيا في تطوير وتجهيز حرمه بالمؤسسات التي يجب بناؤها. خلال هذه الفترة، جرت الاستعدادات لتأسيس المؤسسات الخاصة بالتعليم والتدريس، وكذلك استكمال عدد المدرسين وزيادة أعضاء هيئة التدريس المكلفين بالدراسة في الخارج.
في السبعينيات من القرن الماضي، مر معهد باندونغ للتكنولوجيا بأوقات صعبة كانت ناتجة من الفترة الأولى للتأسيس. تحولت الموارد الأكاديمية التي تم تشكيلها إلى موارد إدارية تعمل أيضًا كوحدة اجتماعية اقتصادية. كما تزايد مستوى الأكاديميين، لكن مهام الدراسة في الخارج زادت في التناقص كما زاد استخدام المرافق الداخلية والمؤسسية.
تميزت سنوات الثمانينيات من القرن الماضي ببناء المؤسسات وزيادة عمليات التدريس والتعلم التي بدأت في دخول العصر الحديث بمرافق مجهزة في الحرم الجامعي. تزايد عدد الخريجين الجامعيين وبدأت برامج الدراسات العليا في الانفتاح أكثر وذلك نتيجة تحسن الظروف الاجتماعية والسياسية والاقتصادية للبلد.
في التسعينيات، وبعدما كان لكلية التقنية تخصص رئيسي واحد فقط، أصبحت تضم ستة وعشرين قسمًا من برامج البكالوريوس، بما في ذلك قسم التكنولوجيا الاجتماعية وأربعة وثلاثون برنامجًا لدراسة الماجستير وثلاثة برامج للدكتوراه في مجالات تشمل مجالات العلم والتكنولوجيا والفن والأعمال والعلوم الإنسانية.
منذ 26 ديسمبر 2000، أصبح معهد باندونغ للتكنولوجيا مؤسسة مملوكة للدولة (PT BHMN) وفقًا للوائح الحكومية رقم 155 لعام 2000.

## الحرم الجامعي

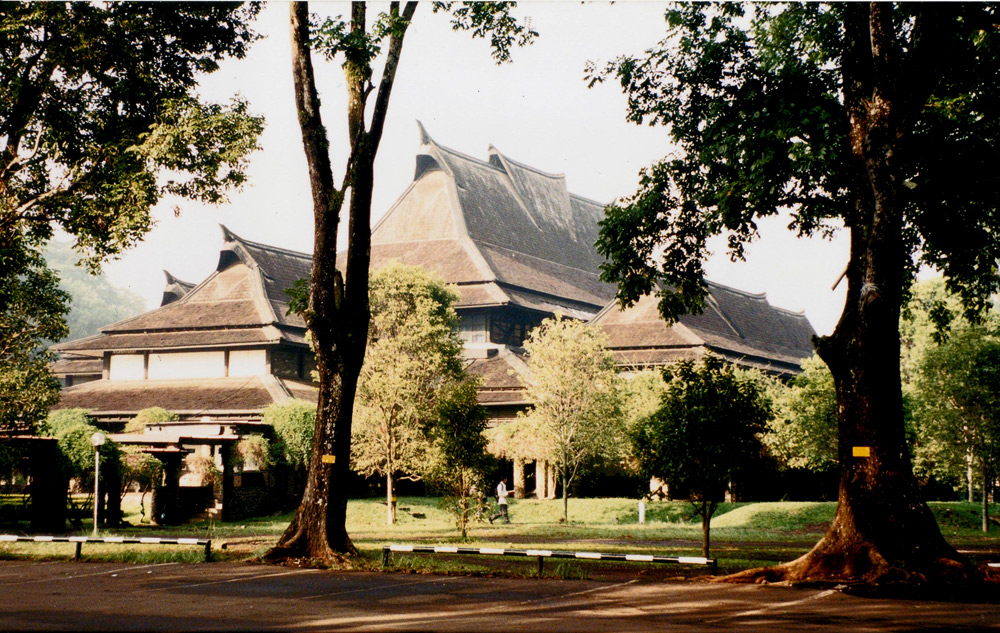
القاعة الغربية من معهد باندونغ للتكنولوجيا

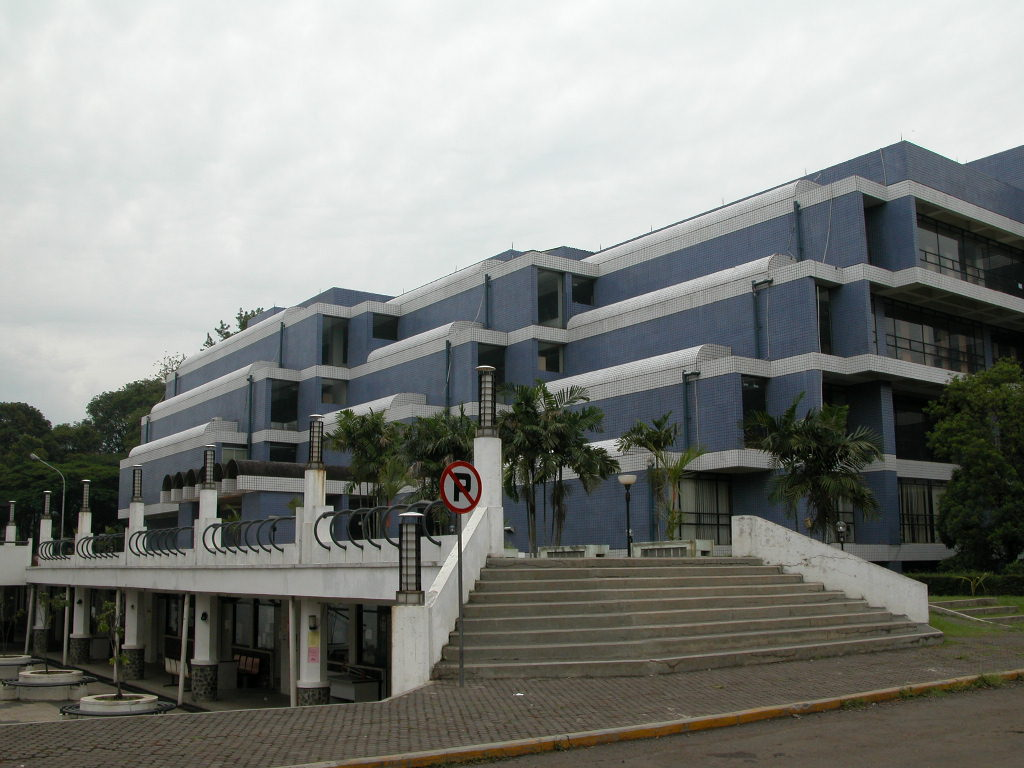
مكتبة المعهد في عام 2007

يغطي الحرم الجامعي الرئيسي لمعهد باندونغ للتكنولوجيا، الواقع شمال وسط مدينة باندونغ، والحرم الجامعي الآخر، مساحة إجمالية تبلغ حوالي 770,000 متر مربع.
لا يتواجد السكن الطلابي ومضاجع أعضاء هيئة التدريس والمقرات الإدارية في الحرم الجامعي الرئيسي، ولكنها تقع على مقربة. تشمل المرافق في الحرم الجامعي متاجر الكتب ومكتب بريد وكافيتريا للطلاب وعيادة طبية.
بالإضافة إلى غرف المحاضرات والمختبرات وورش العمل والاستوديوهات، يوجد في معهد باندونغ للتكنولوجيا معرض فني ومرافق رياضية ومركز للأنشطة الطلابية. توجد سبع مرافق دعم أكاديمي محصصة للأنشطة الأكاديمية والبحثية، وهي المكتبة المركزية (مع ما يقرب من 150,000 كتاب و1000 مجلة) في الحرم الجامعي، والمركز الرياضي ومركز اللغات ومرصد Bosscha (مرفق تابع لقسم علم الفلك) في ليمبانغ، على بعد 11 كيلومترًا شمال باندونغ.

## الحياة الأكاديميّة

### تصنيفات الجامعة وسمعتها
وقع تصنيف معهد باندونغ للتكنولوجيا في المرتبة الـ313 في تصنيف كيو إس للجامعات العالمية في عام 2021 العالمية، واحتلت المرتبة الـ62 في تصنيفات جامعة كيو إس للجامعات الآسيوية. يُعرف معهد باندونغ للتكنولوجيا بكونه صاحب أعلى انتقائية في مجال العلوم والهندسة في اختبار الالتحاق بالجامعة على مستوى الدولة في عام 2009، فقد أجرى 422,159 طابا الامتحان للظفر بمقاعد لا تتجاوز الـ2000.
درجات النجاح المطلوبة للالتحاق يصفوف الكليات الأربع المرغوبة أكثر من غيرها، مثل كلية التكنولوجيا الصناعية (FTI)، وكلية الهندسة الميكانيكية والفضاء (FTMD)، وكلية الهندسة الكهربائية والمعلوماتية (STEI) وكلية التعدين وهندسة البترول (FTTM) هي الأعلى في اختبار الالتحاق بالجامعة على مستوى الدولة. تعتبر كلية الأعمال التابعة لها، المسماة مدرسة الأعمال والإدارة (SBM) من أرمق كليات إدارة الأعمال في إندونيسيا وأكثرها نخبوية وتعتبر أفضل كلية إدارة أعمال في إندونيسيا وفق تصنيف إد-العالمية ومجلة العلامات التجارية العالمية ومجلة SWA، وهي مجلة الأعمال الأكثر شهرة في إندونيسيا.

### الأبحاث
وفقًا لرئيس معهد باندونغ للتكنولوجيا، قام المعهد ببناء مركز أبحاث تعدين من ثمانية طوابق للبحوث الوطنية والدولية كذلك، مثل البحث عن مكامن النفط وتحسين الإنتاج والاستغلال الجيولوجي وتطوير استغلال الفحم بقيمة 110 مليار روبية (12.1 مليون دولار).

#### كليات العلوم الطبيعية
| كلية الرياضيات والعلوم الطبيعية (بالإندونيسية: Fakultas Matematika dan Ilmu Pengetahuan Alam (FMIPA)) - الرياضيات - الفيزياء - الفلك - كيمياء - علم التخمين |

| كلية علوم وتكنولوجيا الحياة - برنامج العلوم (بالإندونيسية: Sekolah Ilmu dan Teknologi Hayati - Program Sains (SITH-S)) - مادة الأحياء - علم الأحياء المجهري |

#### كليات الصيدلية
مدرسة الصيدلة
(بالإندونيسية: Sekolah Farmasi (SF))
- العلوم الصيدلانية
- عيادة صيدلية

#### كليات الهندسة
| كلية علوم وتكنولوجيا الحياة - البرنامج الهندسي (بالإندونيسية: Sekolah Ilmu dan Teknologi Hayati - برنامج Rekayasa (SITH-R)) - الهندسة البيولوجية - الهندسة الزراعية - هندسة الغابات - هندسة ما بعد الحصاد |

| كلية علوم وتكنولوجيا الأرض (بالإندونيسية: Fakultas Ilmu dan Teknologi Kebumian (FITB)) - الهندسة الجيولوجية - الهندسة الجيوديسية والجيوماتيكية - علم الارصاد الجوية - علم المحيطات |

| كلية التعدين وهندسة البترول (بالإندونيسية: Fakultas Teknik Pertambangan dan Perminyakan (FTTM)) - هندسة التعدين - هندسة البترول - الهندسة الجيوفيزيائية - الهندسة المعدنية |

| كلية التكنولوجيا الصناعية (بالإندونيسية: Fakultas Teknologi Industri (FTI)) - هندسة كيميائية - الفيزياء الهندسية - هندسة صناعية - الإدارة الهندسية - الهندسة الغذائية - الطاقة الحيوية وهندسة الكيمياء |

| كلية الهندسة الكهربائية والمعلوماتية (بالإندونيسية: Sekolah Teknik Elektro dan Informatika (STEI)) - الهندسة الكهربائية - المعلوماتية - هندسة الطاقة - هندسة الاتصالات - نظام المعلومات - الهندسة الطبية الحيوية |

| كلية الهندسة الميكانيكية والفضاء (بالإندونيسية: Fakultas Teknik Mesin dan Dirgantara (FTMD)) - الهندس الميكانيكية - هندسة الطيران - هندسة المواد |

| كلية الهندسة المدنية والبيئية (بالإندونيسية: Fakultas Teknik Sipil dan Lingkungan (FTSL)) - هندسة مدنية - هندسة بيئية - هندسة المحيطات - هندسة الموارد المائية - هندسة معالجة المياه |

| كلية الهندسة المعمارية والتخطيط وتطوير السياسات (بالإندونيسية: Sekolah Arsitektur، Perancangan، dan Pengembangan Kebijakan (SAPPK)) - بنيان - التخطيط العمراني |

#### كليات العلوم الاجتماعية والفنون والعلوم الإنسانية
| كلية الفنون والتصميم (بالإندونيسية: Fakultas Seni Rupa dan Desain (FSRD)) - فن راقي - حرفة - تصميم الاتصالات المرئية - تصميم داخلي - تصميم المنتج |

| كلية إدارة الأعمال (SBM) (بالإندونيسية: Sekolah Bisnis dan Manajemen (SBM)) - بكالوريوس إدارة نسخة محفوظة 29 أغسطس 2018 على موقع واي باك مشين. - بكالوريوس في ريادة الأعمال - بكالوريوس إدارة أعمال دولية - MBA - ماجستير العلوم في الإدارة - دكتور في العلوم في الإدارة |

#### كلية الفنون والتصميم
تعد كلية الفنون والتصميم التابعة لمعهد باندونغ للتكنولوجيا مؤسسة تعليم عالي في طليعة دراسات البكالوريوس والدراسات العليا الإندونيسية في مجالي الفنون المرئية ودراسات التصميم. الهدف الأكاديمي من كلية الفنون والتصميم التابعة لمعهد باندونغ للتكنولوجيا هو توفير تعليم وإجراء أبحاث وتقديم خدمات مجتمعية عالية الجودة في جميع مجالات الفنون والتصميم المرئي. يعد المزيج الغني للمعرفة الفنية والتقنية، المتآخي بمجالات العلوم والهندسة والأعمال في معهد باندونغ للتكنولوجيا، علامة تجارية تتميز بها كلية الفنون والتصميم في مجالات الفنون المرئية وتعليم التصميم .

## أبرز الخريجين
خرج من رحم معهد باندونغ للتكنولوجيا أكثر من 120,000 خريج وضعوا بصمتهم في بناء الدولة، من بينهم:
- أبو ريزال بكري، رجل أعمال وسياسي إندونيسي، الرئيس السابق لمجموعة بكري، وزير التنسيق الإندونيسي السابق لرعاية الشعب (2005-2009)، رئيس حزب جولكار (2009 حتى الآن) أغنى شخص في إندونيسيا (فوربس 2007).
- أحمد زكي، الرئيس التنفيذي والشريك المؤسس لبوكالابك.
- أحمد سعدعلي، رسام الملخصات ومحاضر ITB
- ألبرت جوناثان سيتياوان، فنان خزفي معاصر مقيم في اليابان.[19]
- أندي ويجيا، مؤسس ورئيس مفوض PT. بروديا.
- أركاندرا طاهر، الوزير السابق والنائب الحالي لوزير الطاقة والموارد الطبيعية، إندونيسيا.[20]
- بيتي أليسجاهبانا، سيدة أعمال إندونيسية، الرئيس السابق لشركة IBM Indonesia. رئيس جمعية المصادر المفتوحة في إندونيسيا (AOSI)، ومؤسس QB International
- باهار الدين يوسف جبيب، "" رئيس إندونيسيا الثالث "" (1998-1999).[21]
- سيبوترا، قطب العقارات الإندونيسي، -ملياردير-اندونيسيا ضمن قائمة أغنى 15 شخصًا في إندونيسيا لعام 2016.
- دجوكو سانتوسو، الرئيس السابق لجمعية عالم الجيوفيزياء الإندونيسي (1998-2000)، والرئيس السابق لـ ITB (2005-2010)، والرئيس السابق لواجهة المستخدم (2012-2013)، المدير العام للتعليم العالي.
- دجواندا كارتاويدجاجا، «رئيس الوزراء» الإندونيسي (1957-1963).
- إدي لومبونغ، مؤسس PT. فاروس إندونيسيا.
- فاضل محمد، محافظ  جورونتالو (2001-2009)، وزير البحرية والصيد البحري (2009-2011)، نائب رئيس حزب جولكار.
- فادجرويل راتشمان، مفكر عام، أكاديمي، المتحدث باسم رئيس جمهورية إندونيسيا جوكو ويدودو، الرئيس المفوض السابق لشركة SOE PT. Adhi Karya (Persero) Tbk، مفوض SOE Waskita Karya (Persero) Tbk، والرئيس التنفيذي لمجموعة المبادئ التوجيهية.
- جيناندر كارتساسميتا، رئيس إندونيسيا السابق مجلس الممثل الإقليمي (DPD-RI)، وزير التنسيق الإندونيسي السابق للاقتصاد.
- هاري روسلي، فنان وموسيقي إندونيسي.
- هارتونو ريكسو دارسونو، أول أمين عام الآسيان.
- حتا راجاسا، وزير التنسيق الإندونيسي للاقتصاد (2009-2014).
- هيرمان يوهانس، أستاذ إندونيسي، عالم وسياسي، بطل قومي، عميد جامعة غادجا مادا.
- هوكي سيتونغير، عالم إندونيسي.
- جاهجا سانتوسو، المؤسس والرئيس التنفيذي لشركة PT. سانبي فارما.
- جيرو واسيك، وزير الثقافة والسياحة الإندونيسي (2004-2011).
- جيسيكا فيتريانا مارتاساري، الوصيفة الثانية ميس سوبرناشونال.
- جوكو أنور، مخرج سينمائي.
- جوزمان سيافي جمال، وزير النقل الإندونيسي السابق، والرئيس التنفيذي السابق لشركة Dirgantara Indonesia، وهي شركة تصنيع طائرات إندونيسية، ورئيس مفوض PT. جارودا إندونيسيا، أكبر شركة طيران إندونيسية مملوكة للدولة.
- كارين أجوستياوان، الرئيس السابق لـ برتامينا، أكبر شركة نفط إندونيسية.
- كارلينا ليكسونو سوبلي، فيلسوفة وعالمة فلك إندونيسي. إحدى أولى عالمات الفلك الإندونيسيات.
- كارنو بركة، رائد طيران إندونيسي، حاصل على جائزة Légion d'honneur، الرئيس السابق لمطار مطار سوكارنو هاتا الدولي.
- كوسمايانتو كاديمان، وزير البحث والتكنولوجيا السابق في إندونيسيا
- لاكسامانا سوكاردي، الوزير الإندونيسي السابق لإدارة الشركات المملوكة للدولة، سياسي إندونيسي، مصرفي
- مانغونويجايا، مهندس معماري إندونيسي وكاتب وزعيم ديني كاثوليكي.
- ماريا سيلينا، الفائزة بـ Puteri Indonesia 2011 وتمثل إندونيسيا في ملكة جمال الكون 2012.
- ميرلينا ليم، أستاذة إندونيسية، باحثة في دراسات العلوم والتكنولوجيا المعترف بها دوليًا.
- نبيل مكارم وزير البيئة الإندونيسي (2001-2004)
- نورحياتي سوباك، المؤسس والرئيس التنفيذي لشركة باراغون للتكنولوجيا والابتكار.
- بانتور سيلابان، فيزيائي إندونيسي في نظرية النسبية.
- برامونو أنونج، سكرتير مجلس الوزراء الإندونيسي (2015 إلى الوقت الحاضر).
- بورنومو يوسجيانتورو، وزير الدفاع (2009 حتى الآن)، وزير الطاقة والثروة المعدنية (2000-2009)، الرئيس السابق والأمين العام أوبك
- راشمات ويتولار، وزير البيئة الإندونيسي السابق، المبعوث الخاص المعني بتغير المناخ، رئيس المجلس الوطني لتغير المناخ.
- رضوان كامل، محافظ جاوة الغربية (2018 إلى الوقت الحاضر).
- رينالدي فيرمانسيا، الرئيس التنفيذي السابق لشركة Telkom Indonesia، أكبر شركة مشغلة للاتصالات الثابتة واللاسلكية في إندونيسيا.
- ريزال رملي، وزير التنسيق الإندونيسي السابق للاقتصاد، مؤسس ورئيس مجموعة ECONIT الاستشارية، وهي مؤسسة فكرية اقتصادية مستقلة.
- روبي محمد، عالم إندونيسي مشهور بعمله في الشبكات الاجتماعية وشبكة العالم الصغير.[22]
- رودي سويتيكنو، مؤسس Dexa Group، ثاني أكبر شركة أدوية في إندونيسيا.
- سامون ساماديكون، عالم إندونيسي مكرس لتطوير الإلكترونيات [23]
- سويكارنو، أول رئيس لإندونيسيا (1945-1967).[24]
- توفيق أكبر، رائد فضاء إندونيسي.
- تجوكوردا راكا سوكاواتي، مخترع Sosrobahu تقنية البناء.

## معرض الصور

مدرسة التكنولوجيا، معهد باندونغ للتكنولوجيا
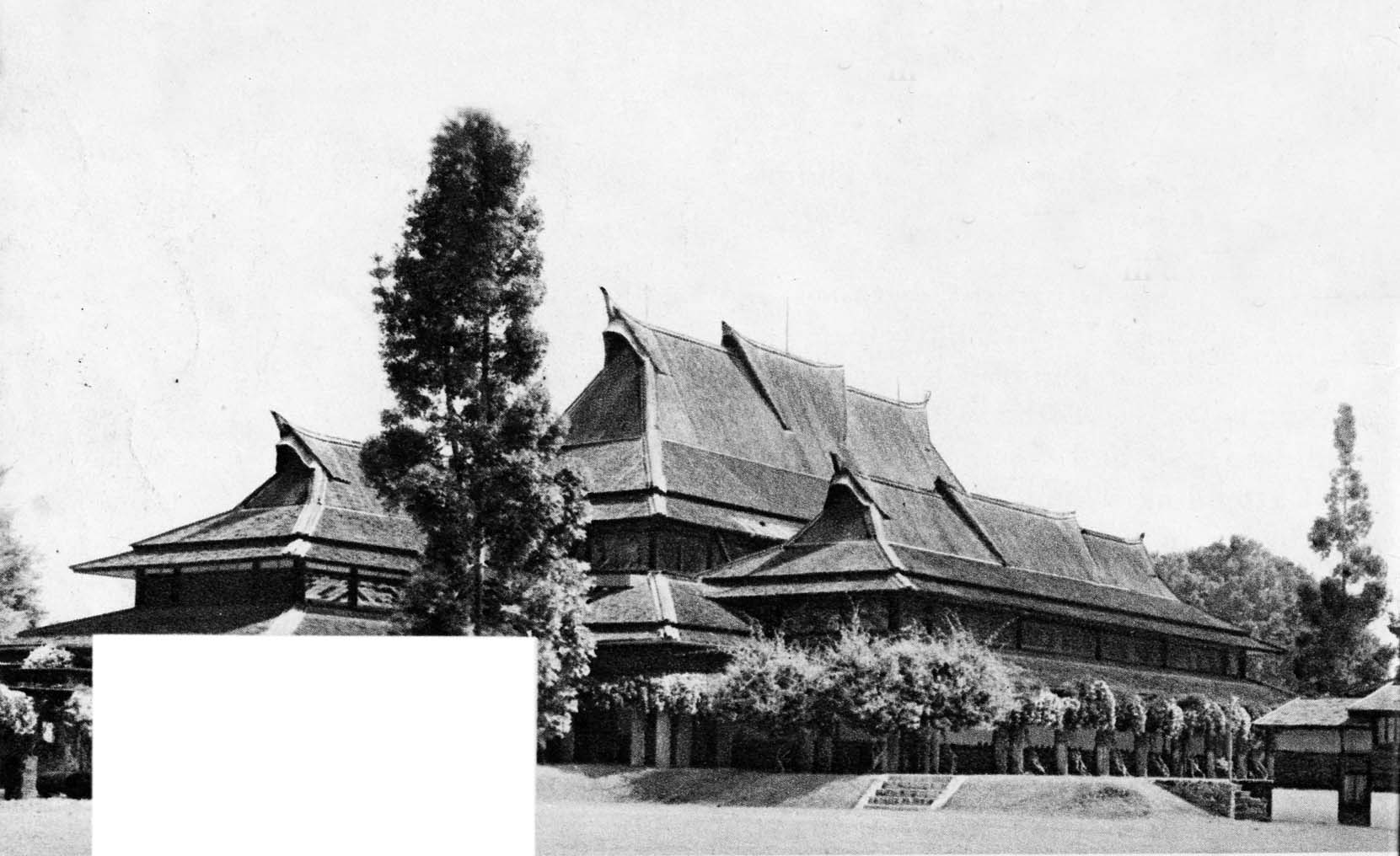
معهد باندونغ للتكنولوجيا قديما
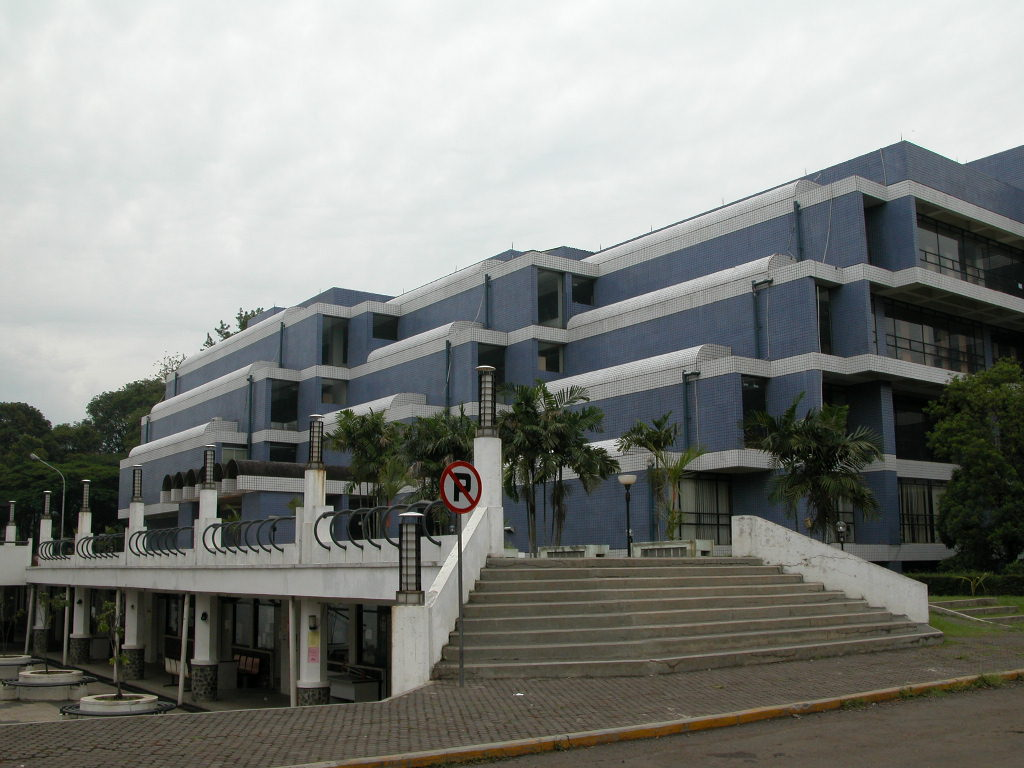
مبنى المكتبة
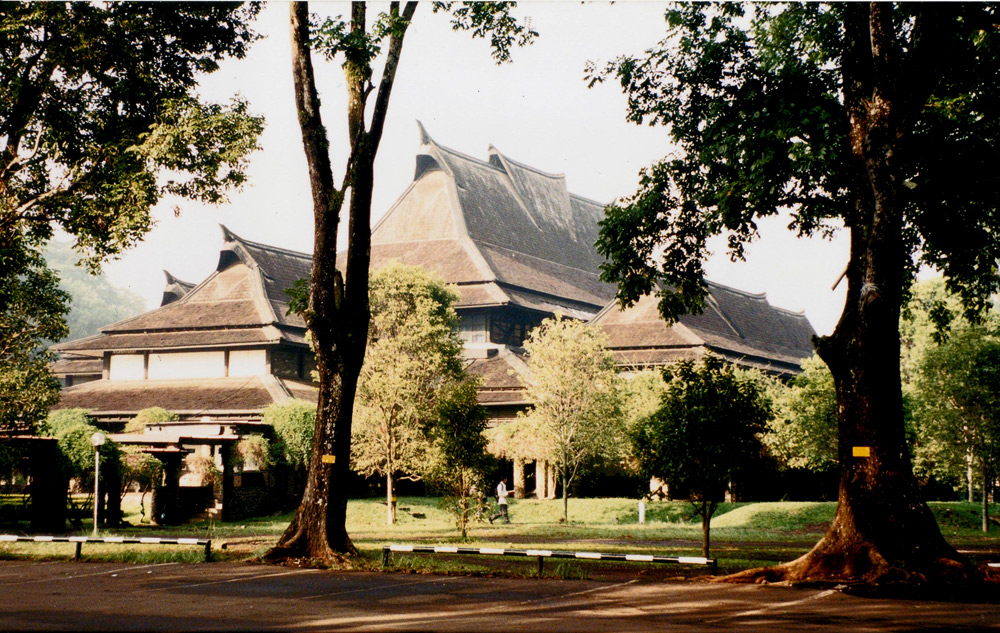
فصل الربيع في معهد باندونغ للتكنولوجيا
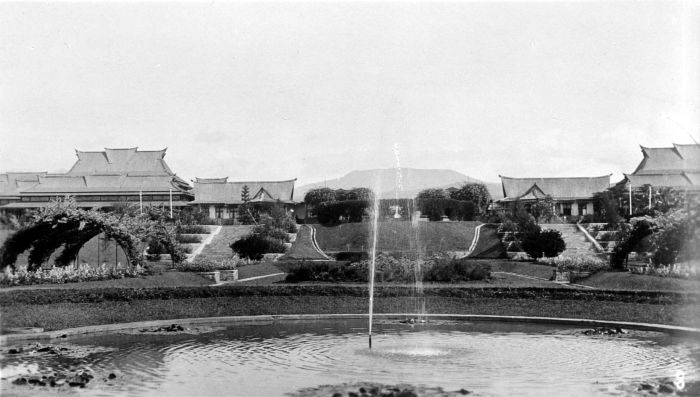
المدرسة الثانوية الفنية في باندونج، حوالي 1924-1932
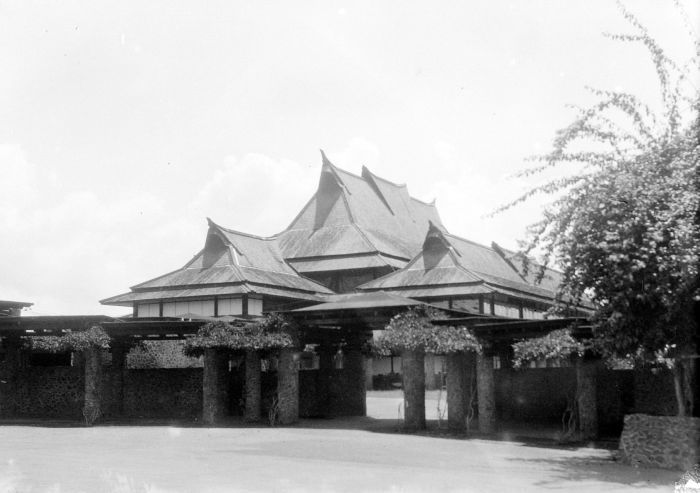
القاعة الشرقية للمدرسة الثانوية الفنية في باندونغ عام 1929
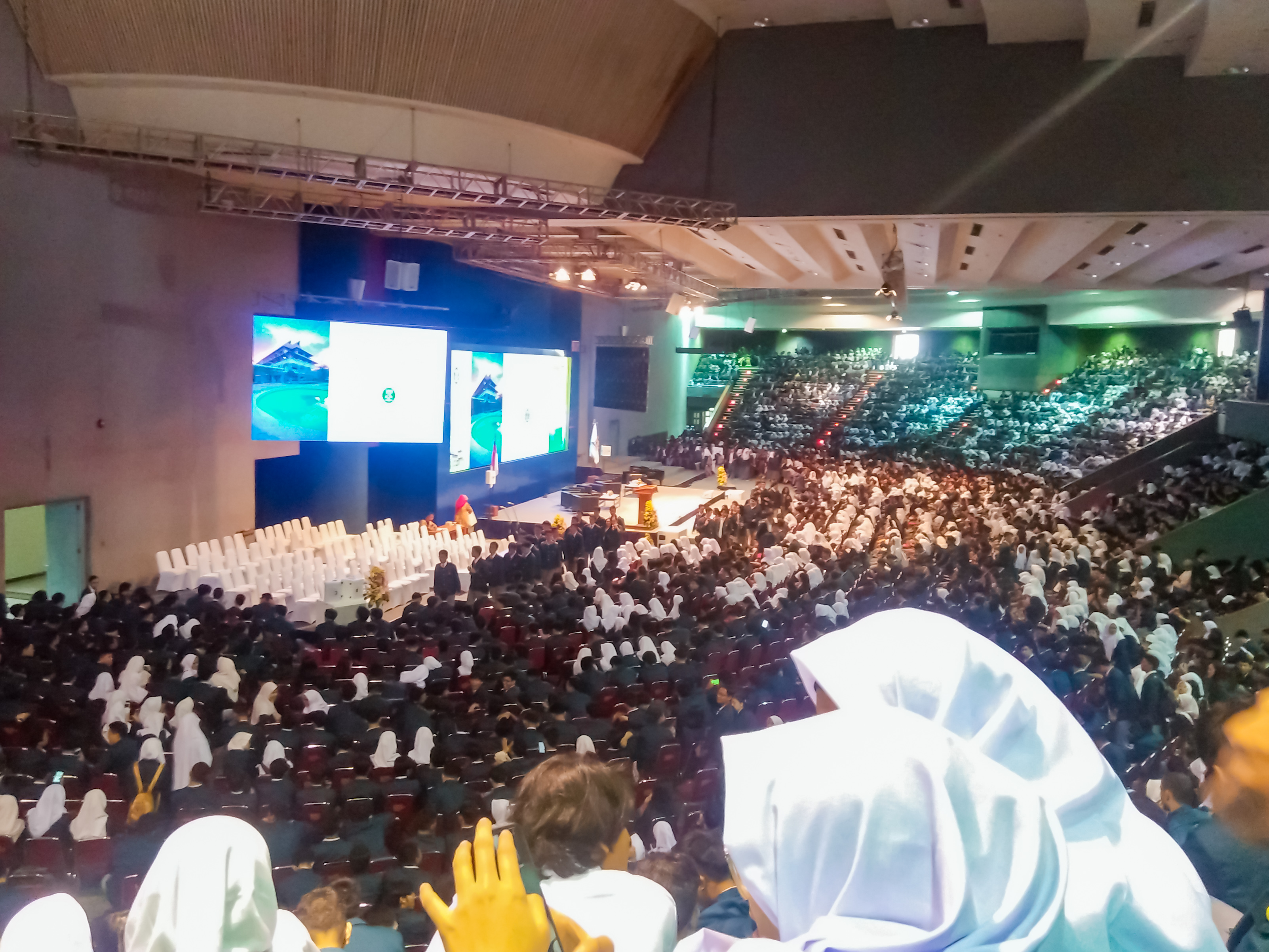
قاعة المحاضرات
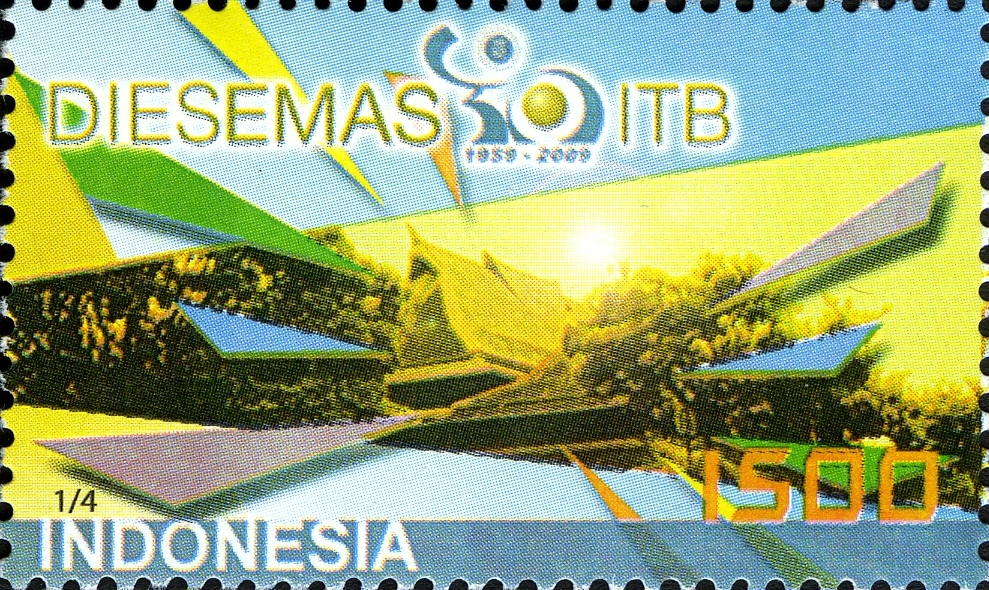
ختم الذكرى الخمسين لمعهد باندونغ للتكنولوجيا - 1
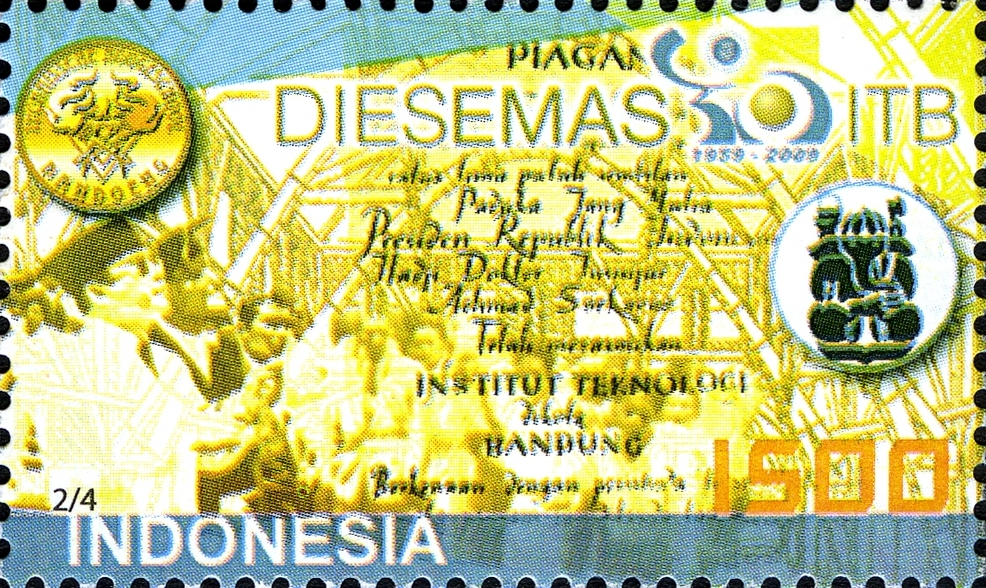
ختم الذكرى الخمسين لمعهد باندونغ للتكنولوجيا - 2
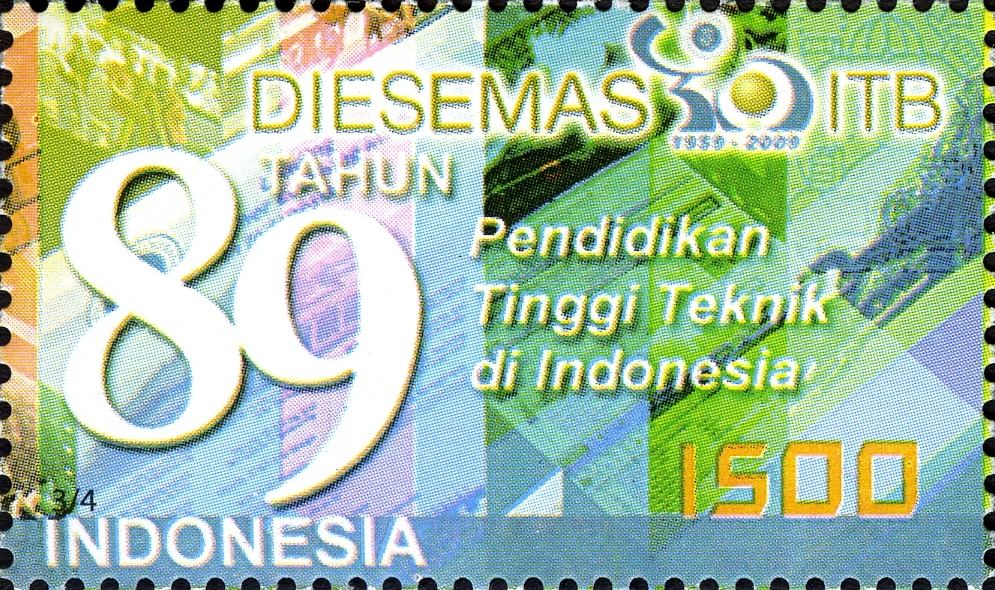
ختم الذكرى الخمسين لمعهد باندونغ للتكنولوجيا - 3
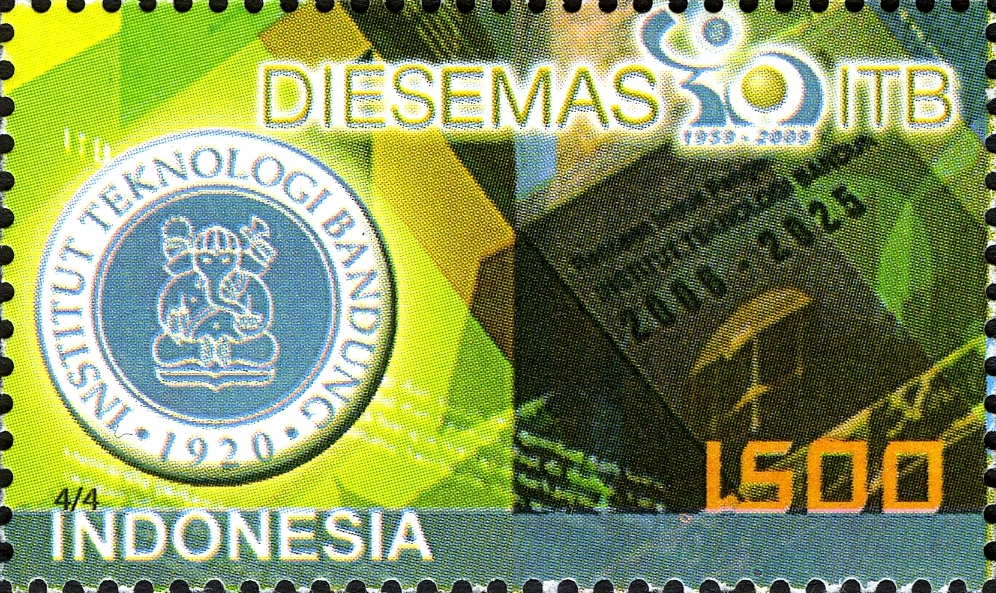
ختم الذكرى الخمسين لمعهد باندونغ للتكنولوجيا - 4

## روابط خارجية
- الموقع الرسمي - قسم اللغة الإنجليزية
- رابطة الخريجين
- مرصد بوسشا

1. ↑  "Siskumdang - ITB - Document Details | SK Rektor No. 324/SK/K01/OT/2008". archive.md. 18 ديسمبر 2012. مؤرشف من الأصل في 2021-12-13. اطلع عليه بتاريخ 2021-12-12.{{استشهاد ويب}}:  صيانة الاستشهاد: BOT: original URL status unknown (link)
2. 1 2  معهد باندونغ للتكنولوجيا، فريق مشرفي المواقع، مديرية تكنولوجيا المعلومات والأنظمة.
3. 1 2  "Usia ITB Genap 100 Tahun, Begini Sejarah Singkatnya". Bandung Kita (بالإنجليزية الأمريكية). 3 Jul 2020. Archived from the original on 2020-12-17. Retrieved 2021-12-12.
4. ↑  "707 Siswa Pandai Tapi Tak Mampu Lulus SPMB". Sinar Indonesia Baru. 6 أغسطس 2006. مؤرشف من الأصل (online archive in اللغة الإندونيسية) في 2020-09-15. اطلع عليه بتاريخ 2006-11-02.
5. ↑  "Mencermati Peringkat Nilai Hasil Seleksi Penerimaan Mahasiswa Baru (SPMB) 2004". Harian Jawa Pos. 13 أغسطس 2004. مؤرشف من الأصل (online archive in اللغة الإندونيسية) في 2009-07-28. اطلع عليه بتاريخ 2006-11-02.
6. ↑  "Status Akreditasi Internasional Prodi ITB – Satuan Penjaminan Mutu" (بالإنجليزية الأمريكية). Archived from the original on 2021-09-25. Retrieved 2021-12-12.
7. ↑  "Prodi Teknik Kimia dan Fisika ITB Raih Akreditasi ABET AS". Republika Online (بالإندونيسية). 7 Sep 2012. Archived from the original on 2021-09-25. Retrieved 2021-12-12.
8. ↑  "Hymne dan Mars ITB Itu Tiada". Tempo Interaktif. 26 أغسطس 2006. مؤرشف من الأصل (online archive in اللغة الإندونيسية) في 2007-01-28. اطلع عليه بتاريخ 2006-11-04.
9. ↑  The quest for the ultimate architecture Indonesia in the late colonial period , pac-nl.org نسخة محفوظة 2016-03-04 على موقع واي باك مشين.
10. ↑  "About Institut Teknologi Bandung – Bureau of Partnerships" (بالإنجليزية الأمريكية). Archived from the original on 2021-01-23. Retrieved 2021-12-12.
11. ↑  "PP 155-2000::Penetapan ITB sebagai BHMN". ngada.org (بالإندونيسية). Archived from the original on 2020-07-25. Retrieved 2020-07-25.
12. ↑  "Pengertian & Perbedaan PTN-BH, PTN-BLU, PTN-Satker". SEVIMA. 24 يونيو 2020. مؤرشف من الأصل في 2021-11-10. اطلع عليه بتاريخ 2021-12-12.
13. ↑  Bosscha, Observatorium. "Observatorium Bosscha". Observatorium Bosscha (بالإندونيسية). Archived from the original on 2021-11-17. Retrieved 2020-07-25.
14. ↑  "Bandung Institute of Technology (ITB)". Top Universities (بالإنجليزية). Archived from the original on 2021-05-15. Retrieved 2021-12-12.
15. ↑  http://sosialbudaya.tvone.co.id/berita/view/19209/2009/07/31/sebanyak_92511_calon_mahasiswa_lolos_snmptn_2009/%5B%5D%5Bوصلة+مكسورة%5D
16. ↑  "Sekolah Bisnis Terbaik di Indonesia - Blog Strategi + Manajemen" (بالإنجليزية الأمريكية). 6 Dec 2009. Archived from the original on 2021-04-15. Retrieved 2021-12-12.
17. ↑  "ITB plans Rp 110b research center". 2 ديسمبر 2011. مؤرشف من الأصل في 2016-03-05.
18. ↑  inspiraloka (11 Aug 2019). "100 Alumni ITB (Institut Teknologi Bandung) yang Paling Terkenal". Inspiraloka (بالإندونيسية). Archived from the original on 2021-01-25. Retrieved 2020-07-25.
19. ↑  "ALBERT YONATHAN SETYAWAN". www.changeperformingarts.com. مؤرشف من الأصل في 2022-06-27. اطلع عليه بتاريخ 2021-12-12. {{استشهاد ويب}}: تجاهل المحلل الوسيط |access- التاريخ= لأنه غير معروف (مساعدة)
20. ↑  [http: //www.bbc.com/indonesia/berita_indonesia/2016/10/ 161014_indonesia_esdm_jonan_arcandra "تعيين إغناسيوس جونان وأركاندرا طاهر وزيرًا ونائب وزير الطاقة والثروة المعدنية"]. BBC Indonesia. اطلع عليه بتاريخ 2018-04-10. {{استشهاد ويب}}: تحقق من قيمة |مسار= (مساعدة)[وصلة مكسورة]
21. ↑  [https: //keliban-president.perpusnas.go.id/en/vice_president/؟box=detail&id=7&from_box=list&hlm=1&search_ruas=&search_keyword=&activation_status=&president_id=&president= "نائب الرئيس - موقع ويب مجموعة إندونيسيا"]. اطلع عليه بتاريخ 2020-06-22. {{استشهاد ويب}}: تجاهل المحلل النص "President.perpusnas.go.id" (مساعدة) وتحقق من قيمة |مسار= (مساعدة)[وصلة مكسورة]
22. ↑  كيتوت كريسنا ويجايا ، acer-build-social-network-indonesia-Rising-3m ترك هذا الرئيس التنفيذي لشركة Acer لبناء شبكة اجتماعية في إندونيسيا ، وجمع للتو 3 ملايين دولار. Tech In Asia ، 1 سبتمبر 2015. تم الوصول إليه في 25 يونيو 2018. نسخة محفوظة 2021-12-12 على موقع واي باك مشين.
23. ↑  "Prof. Samaun Samadikun <! - عنوان إنشاء بوت ->". مؤرشف من الأصل في 2012-10-28. اطلع عليه بتاريخ 2021-12-12.
24. ↑  Wissema, J. G. (1 Jan 2009). [https: //books.google.com/books؟ id = apCCyECnMuQC & q = President + sukarno + itb & pg = PA46 نحو جامعة الجيل الثالث: إدارة الجامعة في المرحلة الانتقالية] (بالإنجليزية). Edward Elgar Publishing. ISBN:978-1-84844-618-2. {{استشهاد بكتاب}}: تحقق من قيمة |مسار= (help) and عمود مفقود في: |مسار= (help)[وصلة مكسورة]